# اولگ کیریوخین
اولگ کیریوخین (اوکراینی: Кирюхін Олег Станіславович؛ زادهٔ ۲۵ فوریهٔ ۱۹۷۵) بوکسور اهل اوکراین است.